# Marie de Bourbon-Saint-Pol
Pour les articles homonymes, voir Marie de Bourbon et Marie II.
Marie de Bourbon-Saint-Pol (née à La Fère le 30 mai 1539, morte à Pontoise le 7 avril 1601), duchesse de Longueville, est la fille de François de Bourbon, comte de Saint-Pol et d'Adrienne d'Estouteville, et la petite-fille de Marie de Luxembourg, comtesse de Saint-Pol. Elle réunit le titre de duc d'Estouteville à celui de comte de Saint-Pol.

## Biographie
Elle succède en 1546 à son frère François II (mort à l'âge de douze ans) au titre de comtesse de Saint-Pol, sous la tutelle de sa mère Adrienne d’Estouteville. 
Marie de Bourbon-Saint-Pol épouse 14 juin 1557 son cousin germain le comte de Soissons Jean de Bourbon. Mais ce dernier fut tué le 10 août suivant à la bataille de Saint-Quentin.
Le roi de France Henri II, reprend en 1550 le comté de Monfort-l'Amaury, malgré les prétentions de Marie de Bourbon jusqu'à ce que, dans les conférences tenues pour la paix entre la France et l'Espagne, le jugement suivant soit rendu le 5 avril 1559 : 
« La dame Adrienne d'Etouteville reprendra le comté de Saint-Paul du roy catholique pour en jouir comme ses prédécesseurs avant la guerre, et spécialement comme ils en jouissoient avant l'échange fait dudict comté de Saint-Paul avec celuy de Monfort en l'an 1556 (V. S.); et quant au droit de reprise que le roy de France, prétend lui appartenir, ses actions luy demeureront réservées, comme aussi au roy catholique, pour s'en servir respectivement ; et pour ce députeront dans six mois et nommeront des arbitres. Pendant le procès les parties demeureront ès droits et en la même possession en laquelle ils ont été dès le dernier traité de Crépy jusqu’à la rupture de la paix en 1551. Le roy catholique ne pourra se servir de la reprise que la dame de Touteville luy fera, ni le roy très-chrétien d'aultre que ladicte dame peut lui avoir faict. Et sera tenu en surséance, ladicte dame faisant reprise avantageuse quant au payement des droits seigneuriaux et de reliefs, jusqu’à ce que (le différend vuidé) on voye s’ils seront dus ou non ».
En vertu de cet arrêté, Adrienne d’Estouteville est sommée de la part du roi de France de reprendre de l'Empereur le comté de Saint- Pol. Elle satisfait à cet ordre par son procureur Maximilien de Melun, vicomte de Gand ; après quoi elle recouvre de la duchesse Marguerite de Parme, gouvernante des Pays-Bas, la jouissance de ses revenus. 
À la mort de sa mère en 1560, Marie de Bourbon est déjà mariée en secondes noces au duc de Nevers François de Clèves (veuf de la cousine de Marie, Marguerite de Bourbon-Vendôme). Il meurt un an plus tard, en 1561. Ils n'ont pas d'enfant.
Elle se remarie au duc de Longueville Léonor d'Orléans le 2 juillet 1565. Elle assume la régence du comté de Neuchâtel pendant vingt-huit ans, entre 1573 à 1601, de la mort de son mari à sa propre mort.
Pour ses trois époux, Marie a joint le titre de duc d'Estouteville à celui de comte de Saint-Pol. Elle meurt le 7 avril 1601, et est inhumée dans l’abbaye de Valmont.

## Descendance
De son troisième mariage : 
- Charles mort en bas âge[3] ;
- Charles (2e du nom) mort en bas âge[3] ;
- Henri d'Orléans, duc de Longueville (1568 - † 1595) ;
- François III d'Orléans, comte de Saint-Pol († 1631) ;
- Léonor mort en bas âge[3] ;
- Catherine d'Orléans († 1638), demoiselle d'Orléans, sans enfant[3] ;
- Antoinette d’Orléans (née à Trie-Château en 1572, morte à Poitiers le 24 avril 1618) ;
- Marguerite d'Orléans, demoiselle d'Estouville († 1615)[3] ;
- Eléonore (1573 † 1639), dame de Gacé, mariée en 1596 avec Charles Goyon de Matignon (1564-1648).

## Sources
- Brantôme, op. cit., t. 4 (1868), page 377.
- La généalogie des Bourbon-Vendôme dans E. Saulnier, Le rôle politique du cardinal de Bourbon (Charles IX), 1523-1590, Paris, H. Champion, 1912, p. 257-258 ; B.N.F., Mss Fr 5121, f°60v°-65, 2 octobre 1560, lettres de François II, roi de France, contenant les dispositions de mariage du duc de Nevers et de Marie de Bourbon, fille de François de Bourbon, comte de Saint Pol et d’Adrienne d’Estouteville.

1- Concernant la duchesse De Nevers Marguerite de Bourbon - Wikipédia reprend une erreur qui est reproduite d'ouvrage en ouvrage par les généalogistes. La date de décès de l'épouse de François est 1559 et non 1589. Voir Christophe Levantal, Une coquille de trois cents ans : la date de décès de Marguerite de Bourbon, duchesse de Nivernais, tante de Henri IV dans études bourboniennes, no 3, septembre 1997. Mais aussi; Dans Archives de Nevers, 1842 (p. 265), on l'a fait mourir le 20 octobre 1559.Dans le Bulletin de la Société de l'histoire du protestantisme français tome 18 (p. 128), on parle également de son décès en 1559 comme étant le point de départ de la mise en tutelle de ses enfants.
- L'Art de vérifier les dates (1819)